# Thelxinoe (Muse)
Thelxinoë (altgriechisch Θελξινόη Thelxinóē, deutsch ‚die Sinnberückende‘) ist eine Muse der griechischen Mythologie.
Ihr Name taucht in drei verschiedenen Musenkatalogen auf. Das älteste Zeugnis geht auf Aratos von Soloi, einen im 3. Jahrhundert v. Chr. wirkenden Autor, zurück und ist als Fragment nur bei Johannes Tzetzes in den Scholien zu den Werken und Tagen Hesiods überliefert. Für Aratos war sie mit ihren Schwestern – den Musen Aoide, Arche und Melete – eine Tochter des olympischen Zeus und der Plusia.
Die gleiche Musengruppierung nennt auch Cicero, der sie als älteste Musen (Musae primae) bezeichnet. Für Cicero sind diese vier Musen Töchter des zweiten Zeus, der seinen Erläuterungen in dem Zusammenhang folgend ein Sohn des Uranos war. Eine Mutter nennt Cicero nicht. Da Uranos als Vater der Titanen gilt, werden diese vier auch als die „titanischen Musen“ bezeichnet.
Tzetzes erwähnt Thelxinoë ein weiteres Mal in einem Musenkatalog, der nach einigen seiner Gewährsleute zu den ältesten Aufzählungen unter Berücksichtigung der Neunzahl gehörte. Zu dieser Gruppe gehörten außer Thelxinoë noch Kallichore, Helike, Eunike, Terpsichore, Euterpe, Eukelade, Dia, Enope.
Von diesen werden Eukelade und Enope allein in diesen Scholien genannt. Terpsichore und Euterpe gehören zu den heute bekannten Musen nach Hesiod; Thelxinoë zählt in manchen Quellen zu den „titanischen Musen“; die verbleibenden Namen kennt man als Nymphen und Heroinen. So trägt den Namen Kallichore auch eine Bassaride, Euneike ist der Name einer Nereide und einer Quellnymphe, Helike und Dia sind mehrfach als Nymphen und Heroinen belegt.
Nach Thelxinoë wurde im Jahr 2005 der 2004 entdeckte Jupitermond Thelxinoe benannt.